# Distrito electoral de LaPlatte I (condado de Sarpy, Nebraska)
LaPlatte I (en inglés: LaPlatte I Precinct) es un distrito electoral ubicado en el condado de Sarpy en el estado estadounidense de Nebraska. En el Censo de 2010 tenía una población de 2896 habitantes y una densidad poblacional de 49,98 personas por km².

## Geografía
LaPlatte I se encuentra ubicado en las coordenadas 41°5′1″N 95°56′16″O / 41.08361, -95.93778. Según la Oficina del Censo de los Estados Unidos, LaPlatte I tiene una superficie total de 57.95 km², de la cual 53.71 km² corresponden a tierra firme y (7.31%) 4.24 km² es agua.

## Demografía
Según el censo de 2010, había 2896 personas residiendo en LaPlatte I. La densidad de población era de 49,98 hab./km². De los 2896 habitantes, LaPlatte I estaba compuesto por el 90.33% blancos, el 3.94% eran afroamericanos, el 0.66% eran amerindios, el 1.55% eran asiáticos, el 0.14% eran isleños del Pacífico, el 1.1% eran de otras razas y el 2.28% pertenecían a dos o más razas. Del total de la población el 4.56% eran hispanos o latinos de cualquier raza.